# Jáchym Oldřich z Rosenfeldu
Jáchym Oldřich z Rosenfeldu (německy Joachim Ulrich von Rosenfeld, 28. října 1525, Ludvíkov pod Smrkem - před rokem 1591) byl v 16. století významný starosta města Liberce a správce Libereckého panství.

## Život

### Původ

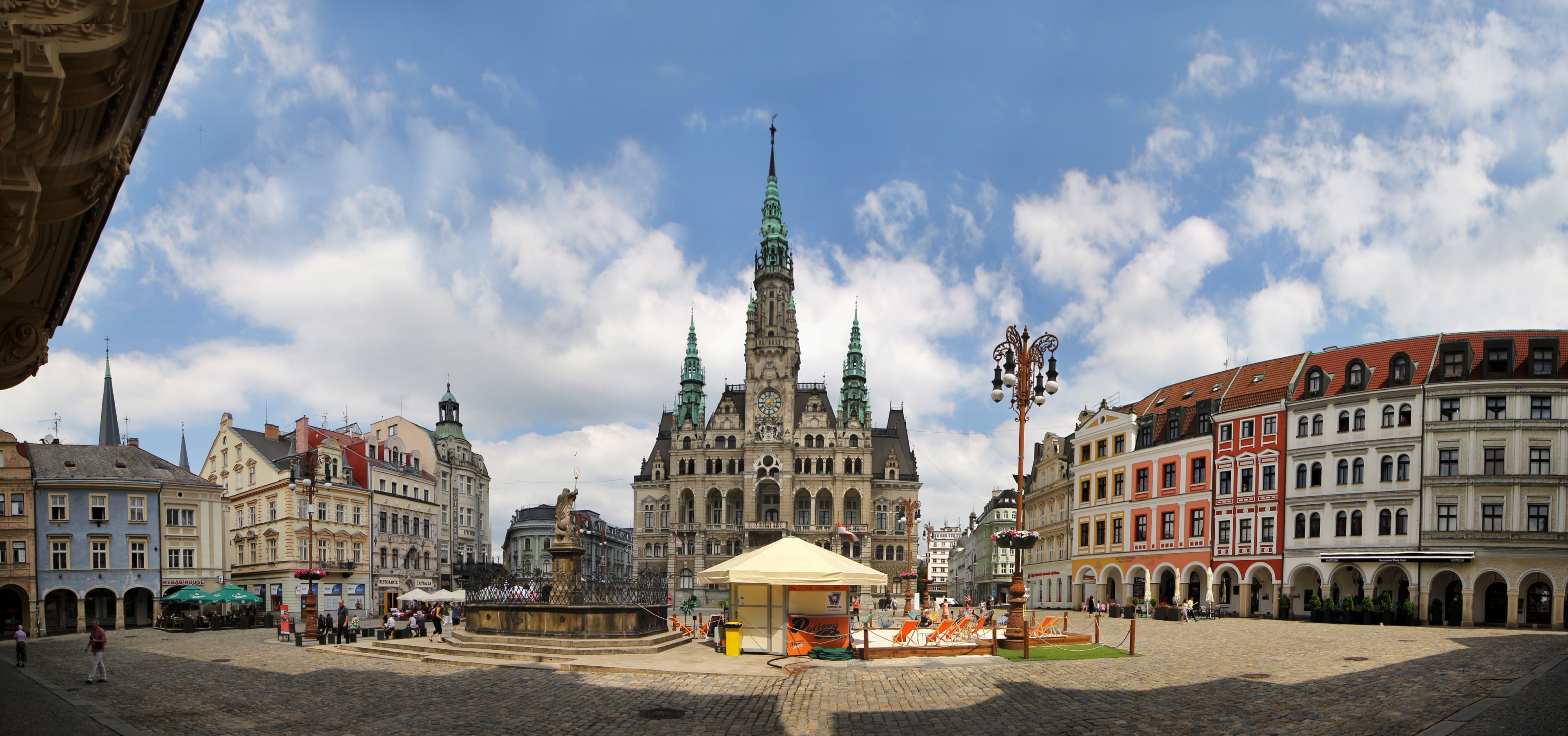
Střed Liberce s radnicí

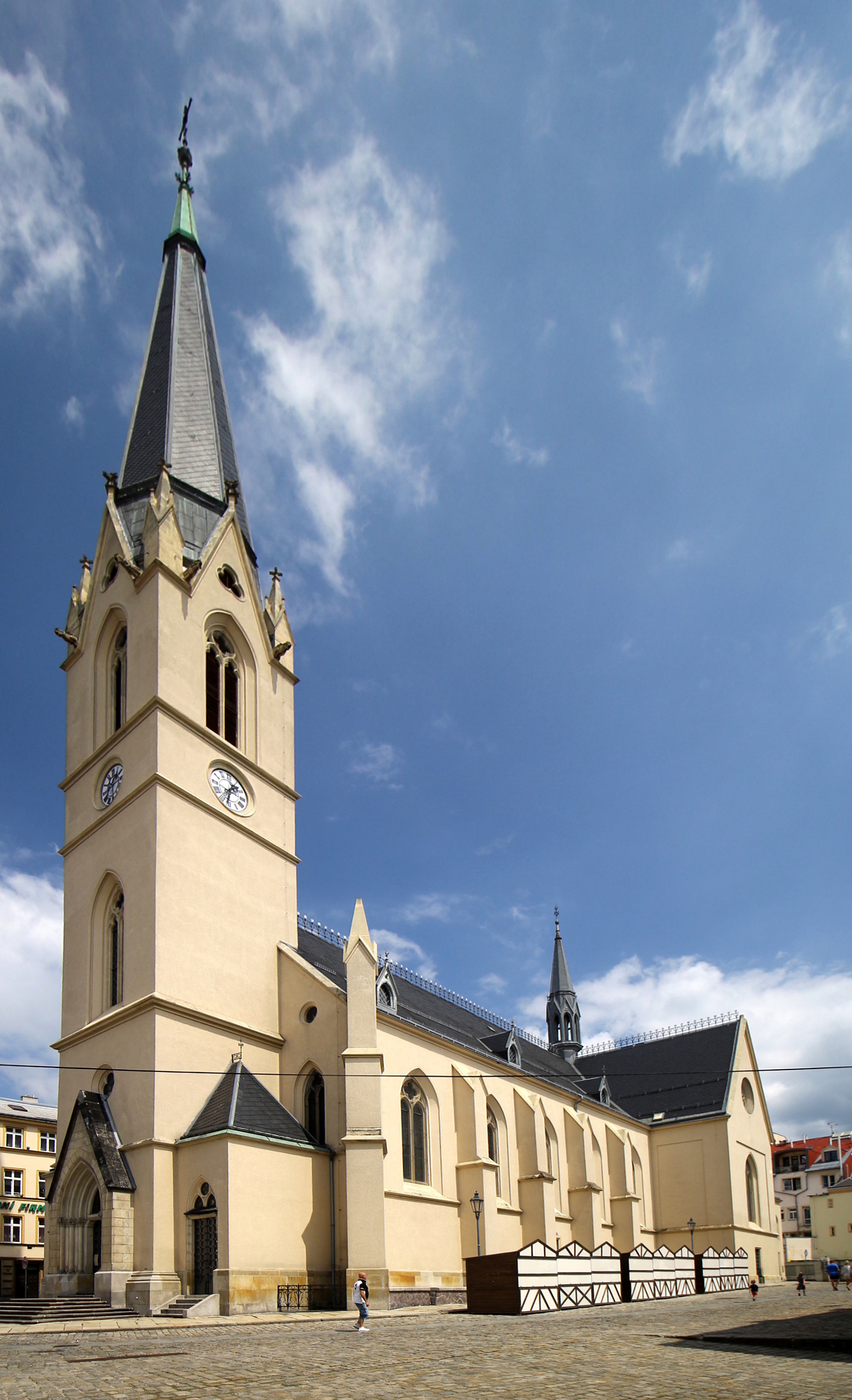
Farní kostel sv. Antonína

Jáchym Oldřich z Rosenfeldu pocházel zřejmě z chudých poměrů, jeho rodiče mu však přesto dokázali zajistit školní vzdělání. Ve své autobiografii píše, že v roce 1558 byl „svým milostivým panem otcem“ jmenován kapitánem města Liberec. Z toho ovšem vyplývá, že jeho otcem nemohl být chudý občan města. Jediným, kdo ho jmenoval kapitánem panství, mohl být vlastník odpovídajících práv a tím byl v té době Bedřich z Redernu na Ruppersdorfu, císařský rada a vysoký úředník v Horním a Dolním Slezsku. To ukazuje, že Jáchymův biologickým otcem byl Bedřich z Redernu, neboť kolem roku 1550 on a jeho da bratři patřili k nejbohatším pivovarníkům ve městě a zastávali zde významné úřady.
Jáchym Oldřich z Rosenfeldu významně přispěl k rozvoji do té doby nevelkého městečka Liberce, které bylo tehdy pod vládou pánů z Redernu. Za zásluhy o rozvoj města byl roku 1565 povýšen do dědičného šlechtického stavu v Českém království s titulem „z Rosenfeldu“.

### Liberecký starosta
Jáchym Oldřich nechal v Liberci v roce 1559 přestavět město a postavit pilu a daroval městu svou sladovnu, která přinesla značné příjmy. Osobním úsilím se mu v roce 1577 podařilo získat pro Liberec privilegium dvou výročních trhů a také vlastní městský znak a pečeť. To vedlo nejen k hospodářskému rozmachu města, ale také k formálnímu uznání za plnohodnotné město a tím ke zvýšení statutu města i jeho občanů.
V roce 1578 byla z jeho iniciativy přestavěna škola a fara, o rok později 24. září 1579 byl položen základní kámen nového farního kostela sv. Antonína, až do výstavby kostela svatého Kříže roku 1695 jediného kostela v Liberci.
Další iniciativa se týkala špatného stavu silnic v Liberci. Jáchym Oldřich zařídil vydláždění tržiště a uliček.

### Závěr života a odkaz
Po 46 letech ve funkci hejtmana Libereckého panství, během nichž se městečko Liberec (Reichenberg) proměnilo v kvetoucí město, Jáchym Oldřich z Rosenfeldu zemřel před rokem 1591. Dr. J. G. Herrmann  ho právem nazývá „skutečným otcem města Liberce“ („wahrer Vater der Stadt Reichenberg“).

### Manželství a rodina
Jáchym Oldřich z Rosenfeldu byl od roku 1561 ženatý s neznámou paní Seligerovou z Hennersdorfu (* 6. prosince 1545 - ?), sestrou učence Antona Seligera, který udělal na Jáchyma Oldřicha silný dojem. Anton Seliger doprovázel bratry Kryštofa a Melichara z Redernu do Paříže, kde jako protestanti museli být svědky vraždy protestantů o Bartolomějské noci, což je přimělo okamžitě opustit Francii.
Z manželství Jáchym Oldřich z Rosenfeldu se narodil syn Jiří Oldřich z Rosenfeldu, (25. října 1565 - ?). Jiří Oldřich měl urozené kmotry a roku 1573 získal dobré vzdělání v Žitavě, od roku 1574 se učil ve Frýdlantu a od roku 1578 u jezuitů. V roce 1580 přijel do Prahy, kde mu otec později zajistil místo v České dvorní kanceláři v Praze. Jiří Oldřich z Rosenfeldu proto cestoval s královským dvorem na zemský sněm do Bratislavy, poté do Vídně a v září 1582 na Augsburský říšský sněm. Zřejmě však zemřel mladý a bezdětný.
Přestože Jáchym Oldřich nakonec neměl žádné potomky, jeho příbuzní sehráli v důležitou roli dějinách města Liberce, mezi nimi např.:
- David Oldřich, starší bratr Jáchyma, liberecký měšťanem s právem várečným již v roce 1550, a tudíž člen městského patriciátu. 17. července 1562 od svého bratra Jáchyma Oldřicha získal dům „Zum guldenen Greifen“, nejstarší hostinec v Liberci, která se později stala „Zur goldenen Krone“ a nacházela se na hlavním náměstí města, „Altstädter Platz“. Opakovaně zasedal v městské radě až do roku 1590. Poslední zprávy o něm jsou z roku 1606.
- Aaron Oldřich, mladší bratr Jáchyma, kolem roku 1550 rovněž vlastnil pivovar, zasedal v městské radě a v letech 1579 a 1582 je uváděn jako městský soudce Liberci. V roce 1610 daroval pozemek na stavbu farního kostela a zemřel kolem roku 1533 a 5. října toho roku byl jeho pivovar prodán jeho synovi Davidu Oldřichovi. Zanechal po sobě tři syny a tři dcery:
  - Salomon Oldřich, zůstal bezdětný
  - David Oldřich, zdědil pivovar „Zum guldenen Greifen“, byl v letech 1623-1625 purkrabím na zámku Frýdlant, poté byl v letech 1631-1637 purkrabím Libereckého panství a 23. dubna 1638 se stal starostou Liberci. Pod vlivem svého synovce Gideona Ehrlicha, který byl tehdy městským soudcem, stejně jako on konvertoval ke katolické víře. Společně se jim 25. dubna 1638 podařilo ke stejnému kroku přesvědčit městskou radu, přestože obyvatelstvo bylo převážně protestantské a bylo proti znovuzavedení katolického náboženství. V době probíhající třicetileté války však změna netrvala dlouho. 1. května 1639 vstoupil do města sbor švédské armády, 9. května byl Liberec vypleněn a generál Lennart Torstensson 24. května dobyl sousední Frýdlant. Protestantské obyvatelstvo sesadilo katolickou městskou radu a zvolilo si protestantskou a katolický farář uprchl do bezpečí. Gideon Ehrlich - vůdce rekatolizace - dokázal uniknout hrozbě popravy útěkem, zatímco David Oldřich mohl zůstat v Liberci, musel se však podrobit rozsáhlému ubytování švédských okupanty. Po dobytí Frýdlantu císařskými vojsky 17. března 1640 se proces opakoval v opačném směru, protestanty nahradili katolíci. V roce 1645 se David Oldřich znovu připojil k městské radě a zůstal členem až do své smrti v roce 1654. Jeho syn:
    - Elias Oldřich byl v roce 1605 sládkem v domě svého dědečka, byl městským radou, v roce 1609 byl zvolen starostou Liberci a v této funkci zůstal až do roku 1613. V letech 1617 až 1623 byl opět starostou Liberce a žil ještě v roce 1643.

  - Daniel Oldřich, libercký měšťan
  - dcera Hanna ⚭ Elias Ehrlich († 1633), soukenický cechmistr, církevní otec a městský soudce z Liberci
    - Gideon Ehrlich von Ehrnfeldt, městský rada, městský soudce, tehdejší starosta Liberci a nakonec hejtman panství Frýdlant a Liberec, byl 18. října 1668 povýšen do rytířské české šlechty s právem svobody od červeného vosku.
      - Gideon (II) Ehrlich von Ehrnfeldt (3. října 1635, Liberec - 28. února 1678, Praha) byl pivovarník, městský rada, tehdejší purkrabí Liberce (1670–1678) ⚭ 14. listopadu 1656 Maria Magdalena Kloss, dcera Andrea Klossz Brauhöfer, městský rada a purkrabí Libereckého panství

  - dcera ? ⚭ Jakob Ehrlich, sládek a cechmistr soukeníků v Liberci
  - dcera ? ⚭ Christoph Heisch († 1627/28), syn protestantského pastora z Liberci Andrease Heische